# Alexandre Vostokov
Alexandre Khristoforovitch Vostokov (en russe : Алекса́ндр Христофо́рович Восто́ков), né le 27 mars (16 mars) 1781 à Arensbourg et mort le 20 février (8 février) 1864 à Saint-Pétersbourg, est un philologue, grammairien, linguiste, traducteur et poète russe, spécialiste en slavistique.

## Biographie
Alexandre Vostokov nait à Arensbourg, dans le gouvernement de Livonie (aujourd'hui Kuressaare, en Estonie). Il est le fils naturel du baron von Osten-Sacken et reçoit le nom de Osteneck, qu'il transforme par la suite en le russifiant en Vostokov (de l'allemand Osten, Vostok signifiant Orient ou Est).
Alexandre Vostokov étudie à l'Académie russe des beaux-arts de Saint-Pétersbourg. Il compose de nombreux poèmes. Il étudie la versification, l'étude comparative des grammaires slaves et le slavon (la langue liturgique slave). Il est le fondateur de la toponymie russe moderne.
En 1815, il rejoint l'équipe de bibliothécaires de la Bibliothèque nationale russe. Il y découvre parmi les archives, l'évangéliaire d'Ostromir, un évangéliaire du XIe siècle, deuxième manuscrit le plus ancien du monde slave oriental.
Il est nommé docteur Honoris Causa de l'Université Charles de Prague ainsi que de l'Université Eberhard Karl de Tübingen.